# NGC 2845
NGC 2845 este o galaxie lenticulară situată în constelația Velele. A fost descoperită în 1 februarie 1835 de către John Herschel.